# ویتنبورن
ویتنبورن (به آلمانی: Wittenborn) یک شهر در آلمان است که در زگه‌برگ واقع شده‌است. ویتنبورن ۸۵۷ نفر جمعیت دارد.